# Rosario Dawson
Rosario Dawson, född 9 maj 1979 i New York, är en amerikansk skådespelare.
Dawsons debutroll var i Larry Clarks kontroversiella film Kids (1995).
I mars 2019 bekräftade Dawson att hon hade ett förhållande med politikern Cory Booker. Deras förhållande tog slut i februari 2022.

## Filmografi i urval
- 1998 – He Got Game
- 1999 – Light It Up
- 2001 – Josie and the Pussycats
- 2002 – 25th Hour
- 2002 – Men in Black II
- 2002 – Pluto Nash
- 2003 – Stephen Glass - rubrikernas man
- 2003 – Welcome to the Jungle
- 2004 – Alexander
- 2005 – Rent
- 2005 – Sin City
- 2006 – A Guide to Recognizing Your Saints
- 2006 – Clerks II
- 2007 – Death Proof
- 2008 – Eagle Eye
- 2008 – Seven Pounds
- 2010 – Percy Jackson och kampen om åskviggen
- 2010 – Unstoppable
- 2011 – Zookeeper
- 2011 – Miss Representation
- 2012 – Syndicate (röst i dataspel)
- 2013 – Trance
- 2014 – Sin City: A Dame to Kill For
- 2014 – Top Five
- 2015 – Daredevil (TV-serie)
- 2015 – Jessica Jones (TV-serie) (ett avsnitt)
- 2015 – Puerto Ricans in Paris
- 2016 – Luke Cage (TV-serie)
- 2017 – Unforgettable
- 2017 – Iron Fist (TV-serie)
- 2017 – The Defenders (TV-serie)
- 2019 – Someone Great
- 2020 – Star Wars The Mandalorian (TV-serie)
- 2024 – Terminator Zero (TV-serie) (röst)